# What Happens Next
What Happens Next es el decimosexto álbum de estudio del guitarrista Joe Satriani lanzado el 12 de enero de 2018 a través de Sony Music.

## Antecedentes
En What Happens Next, Satriani tomó conscientemente una dirección más simplista que en su álbum anterior, Shockwave Supernova. Esta vez escribió canciones "sobre un ser humano, dos pies en el suelo, con el corazón latiendo, con emociones, sueños y esperanzas. Esa parecía ser la dirección que realmente estaba anhelando". Se refirió a ello como un "renacimiento artístico interno" y tuvo la colaboración del baterista de Red Hot Chili Peppers, Chad Smith, el bajista de Deep Purple Glenn Hughes y el productor Mike Fraser.

## Lista de canciones
Todas las canciones fueron escritas por Joe Satriani.

| N.º | Título                         | Duración |  |
| 1.  | «Energy»                       | 3:27     |  |
| 2.  | «Catbot»                       | 3:38     |  |
| 3.  | «Thunder High on the Mountain» | 4:46     |  |
| 4.  | «Cherry Blossoms»              | 4:29     |  |
| 5.  | «Righteous»                    | 3:34     |  |
| 6.  | «Smooth Soul»                  | 3:51     |  |
| 7.  | «Headrush»                     | 3:35     |  |
| 8.  | «Looper»                       | 3:43     |  |
| 9.  | «What Happens Next»            | 4:24     |  |
| 10. | «Super Funky Badass»           | 7:35     |  |
| 11. | «Invisible»                    | 4:11     |  |
| 12. | «Forever and Ever»             | 4:04     |  |

## Personal
- Joe Satriani - guitarra, teclados, programación, grabación adicional
- Glenn Hughes - bajo
- Chad Smith - batería

## Personal adicional
- Eric Caudieux - diseñador de sonido, edición digital
- Mike Fraser: producción, grabación, ingeniería, mezcla
- Adam Ayan - masterización
- Geoff Neal - Asistente de ingeniería de Sunset Sound
- Jaimeson Durr - asistente de ingeniería de Foot Locker
- Hayden Watson - asistente de ingeniería, mezcla
- Zach Blackstone - asistente de ingeniería, mezcla
- Joseph Cultice - fotografía
- Todd Gallopo - dirección de arte, diseño
- TJ River - diseño